# Scinax boulengeri
Scinax boulengeri là một loài ếch trong họ Nhái bén.
Nó được tìm thấy ở Colombia, Costa Rica, Nicaragua, Panama, và có thể cả Honduras.
Các môi trường sống tự nhiên của chúng là các khu rừng ẩm ướt đất thấp nhiệt đới hoặc cận nhiệt đới, đầm nước ngọt có nước theo mùa, vùng đồng cỏ, các đồn điền, vườn nông thôn, và các vùng đô thị.

## Hình ảnh

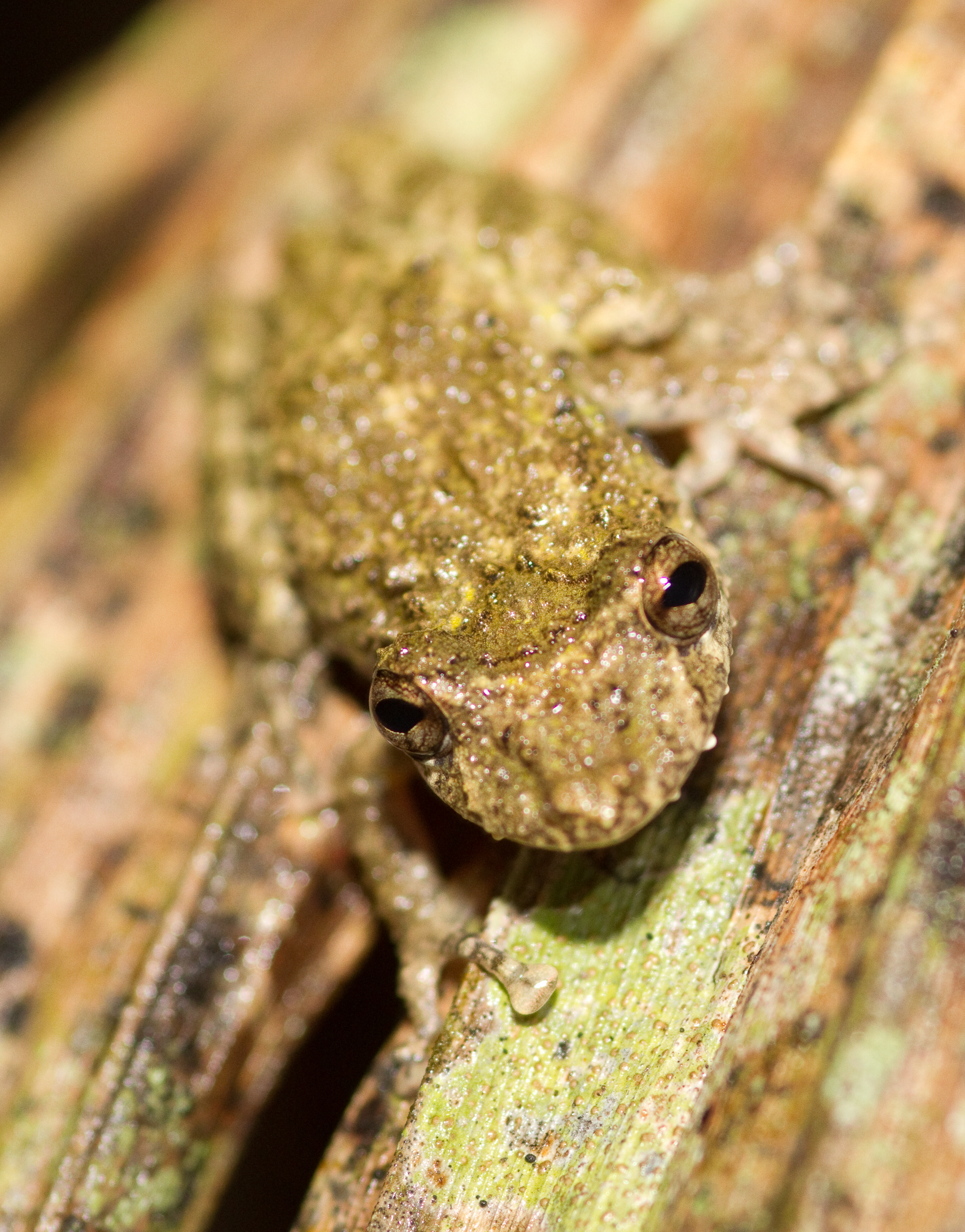
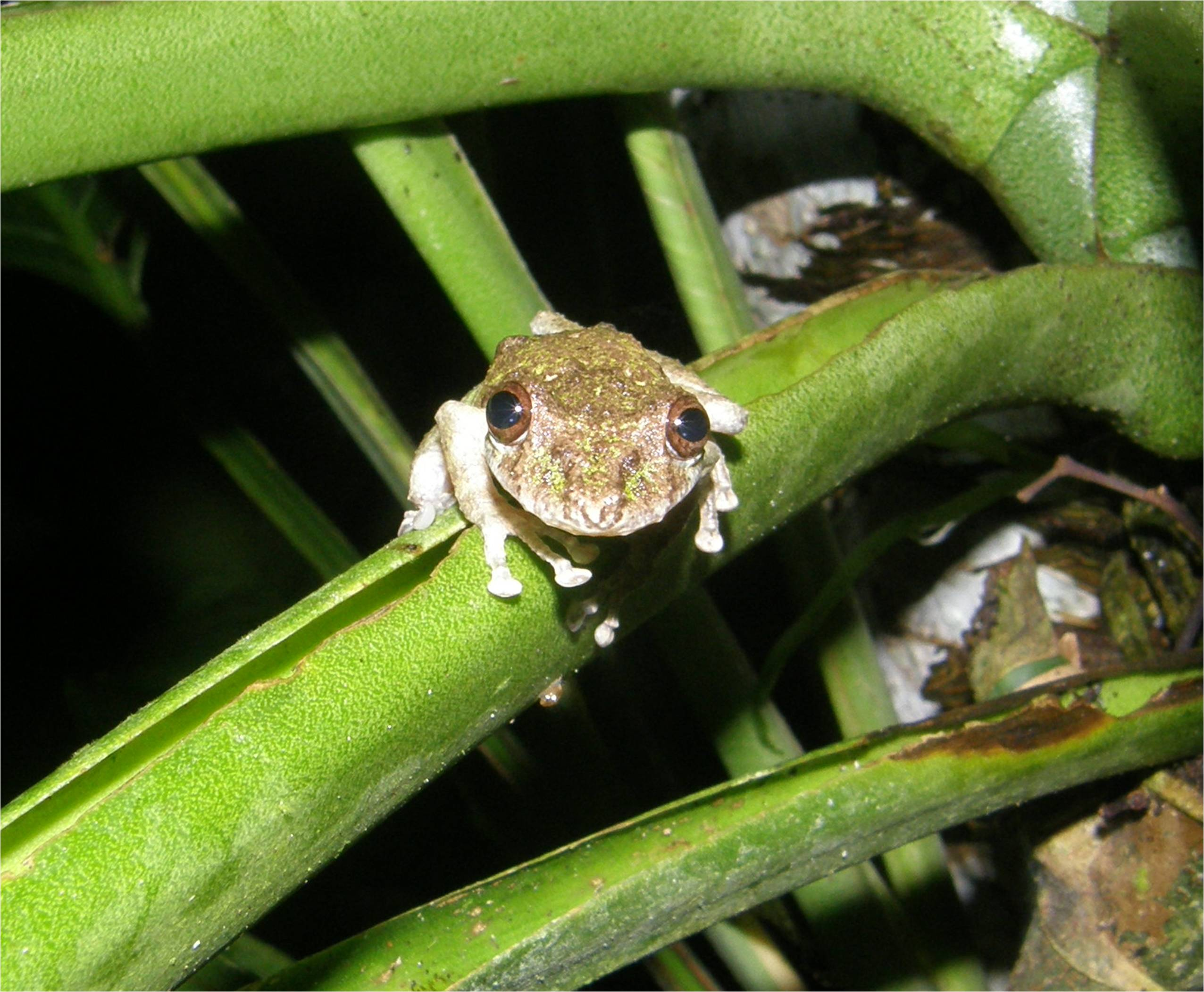
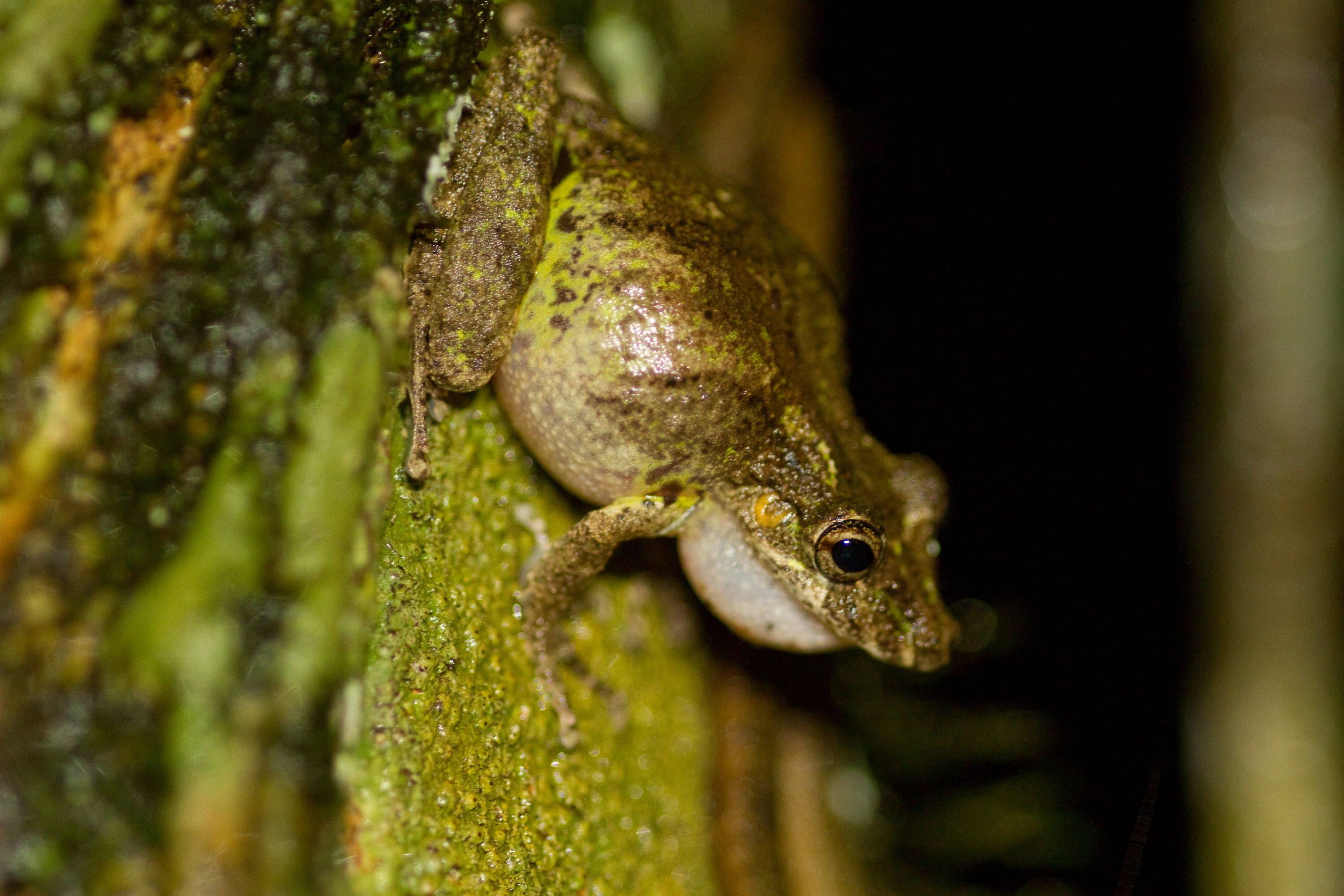
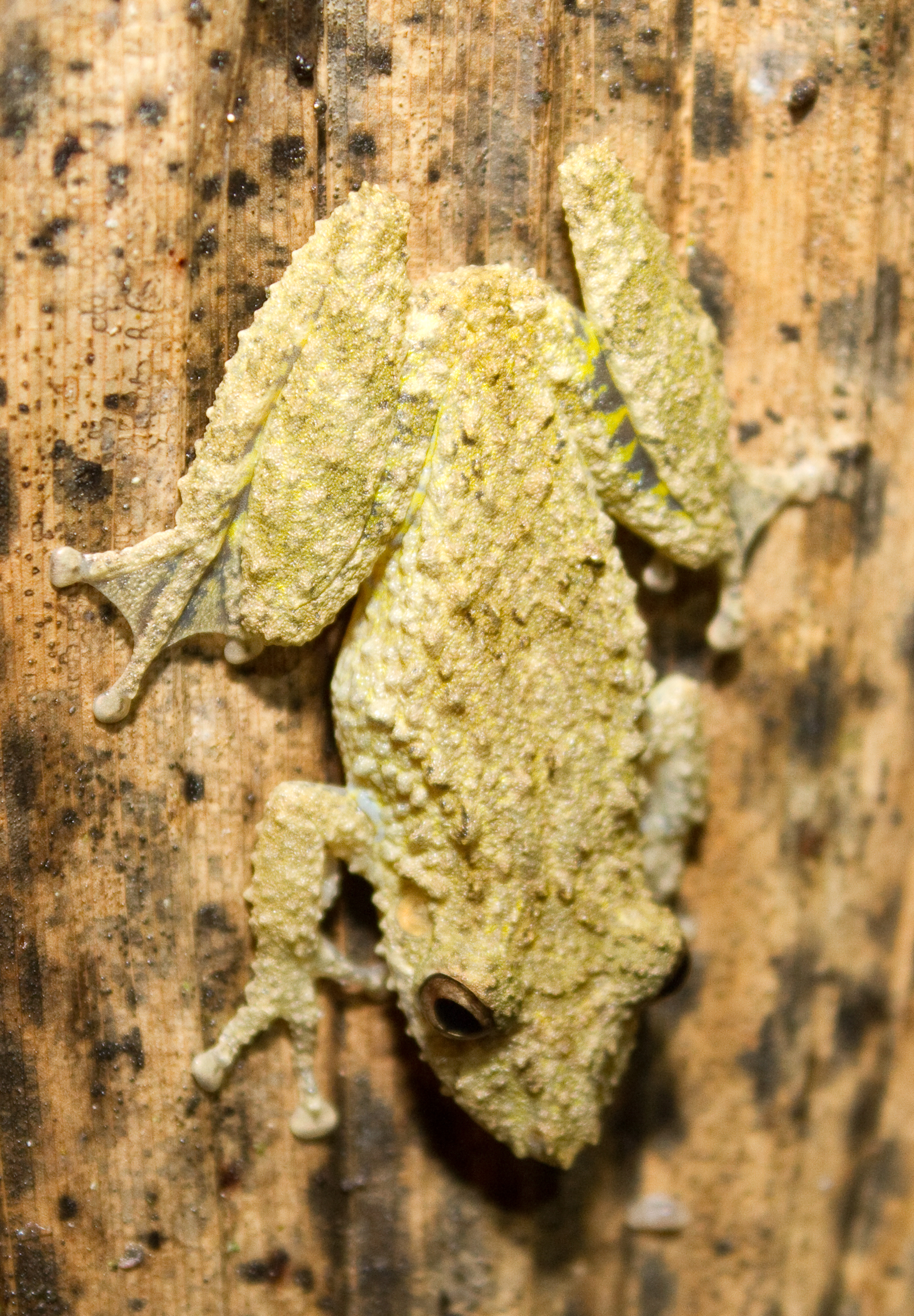